# Дигалан
Дигала́н — бінарна неорганічна сполука галію та водню складу Ga2H6. За звичайних умов являє собою прозору, рухливу рідину. При температурах, вищих за 130 °C, дигалан розкладається з утворенням простих речовин. Через свою малостійкість сполука не знайшла широкого використання.

## Структура

Схематичне зображення структури диборану, аналогічного до дигалану

Молекула дигалану за своєю будовою подібна до диборану: центральні атоми галію сполучені між собою містковими атомами водню. Бічні міжатомні відстані Ga—H у дигалані дорівнюють 152 пм, місткові відстані Ga—H — 171 пм, кут Ga—H—Ga — 98°. Відстань між атомами галію — 258 пм.
При синтезі дигалану у розчинах випадає білий осад, який являє собою олігомерний ланцюг (GaH3)x (така форма за властивостями та способом утворення повністю відповідає гідриду алюмінію). Нільс Віберг припустив, що в результаті взаємодії утворюється мономер гідриду галію, який з часом полімеризується.

## Отримання
Дигалан можна синтезувати шляхом двостадійного процесу: обробкою галогеніду галію алкілзаміщеним силаном з наступною взаємодією із галогідридом натрію:
{\displaystyle \mathrm {Ga_{2}Cl_{6}+4Me_{3}SiH\rightarrow (H_{2}GaCl)_{2}+4Me_{3}SiCl} }
{\displaystyle \mathrm {(H_{2}GaCl)_{2}+2LiGaH_{4}\rightarrow 2Ga_{2}H_{6}+2LiCl} }
Іншим методом отримання дигалану є взаємодія його метилзаміщеної похідної з триетиламіном:
{\displaystyle \mathrm {3Ga_{2}H_{2}(CH_{3})_{4}+4N(C_{2}H_{5})_{3}\rightarrow Ga_{2}H_{6}+4Ga(CH_{3})\cdot N(C_{2}H_{5})_{3}} }

## Хімічні властивості
При середніх температурах (вище 130 °C) дигалан розкладається на прості речовини:
{\displaystyle \mathrm {Ga_{2}H_{6}{\xrightarrow {>130^{o}C}}\ 2Ga+3H_{2}} }
Твердий Ga2H6 відносно стійкий до розчинення у воді, а при дії кислот активно розкладається з утворенням водню:
{\displaystyle \mathrm {Ga_{2}H_{6}+6HCl\rightarrow Ga_{2}Cl_{6}+6H_{2}} }
В ефірних розчинах дигалан може взаємодіяти з іншими гідридами, утворюючи подвійні гідриди:
{\displaystyle \mathrm {Ga_{2}H_{6}+2LiH{\xrightarrow {in\ ester}}\ 2LiGaH_{4}} }